# PlayStation Portable Go
La PSP Go (ピーエスピーゴー, Pī Esu Pī Gō, stylisé PSPgo ou PSP go, modèle PSP-N1000), est une version de la PlayStation Portable. Annoncée à l'E3 2009, elle est commercialisée à partir du 1er octobre 2009 en Europe et aux États-Unis.
Le 20 avril 2011, Sony annonce l'arrêt de la production de la PSP Go, en raison de ses faibles ventes, mais également afin de se concentrer sur la console qui doit succéder à la PSP, la PlayStation Vita,.

## Caractéristiques
La PlayStation Portable Go ne comporte pas le lecteur UMD (Universal Media Disc) des anciens modèles mais peut stocker jusqu'à 16 Go de jeux et de données sur sa mémoire flash interne. Elle supporte également le Bluetooth en plus du Wi-Fi et accepte désormais le format Micro (M2) des cartes mémoire Memory Stick, ce format n'est pas compatible avec les anciens modèles de la PSP. Son écran, coulissant, est sensiblement plus petit que sur les modèles précédents (3,8 pouces au lieu de 4,3) mais garde quand même la résolution de son aînée. Sa batterie, plus petite et amovible mais en retirant un autocollant sceau de garantie, lui permet d'atteindre une autonomie de 3 à 6 heures de jeu et 3 à 5 heures de vidéo. Plus compacte, c'est aussi la PSP la plus légère à ce jour, avec un poids de 160 g. Selon certains commentateurs, la compacité de cette nouvelle machine peut poser des problèmes de confort d'utilisation aux joueurs ayant de grandes mains ; cela dit, par rapport à la PSP classique, son D-pad est ici une réplique réussie des manettes DualShock sur console de salon, elle profite ainsi grandement de la précision nécessaire dans divers genres de jeux comme le combat, où la réalisation de mouvements comportant des diagonales sans heurts s'avère indispensable.

## Dématérialisation des jeux
La PlayStation Portable Go marque la fin du stockage des jeux sur un support physique (jusqu'à présent l'Universal Media Disc). Désormais, tout jeu, pour être utilisable avec ce modèle, doit être téléchargé via le PlayStation Store au préalable.
Cependant Sony ne propose pas encore sous forme dématérialisée tous les UMD sortis après le 1er octobre 2009, bien qu'il l'avait annoncé[réf. nécessaire].Sony a lancé un site internet permettant d'enregistrer ses codes UMD et pouvoir profiter d'une réduction sur le Playstation Store.

## Polémique

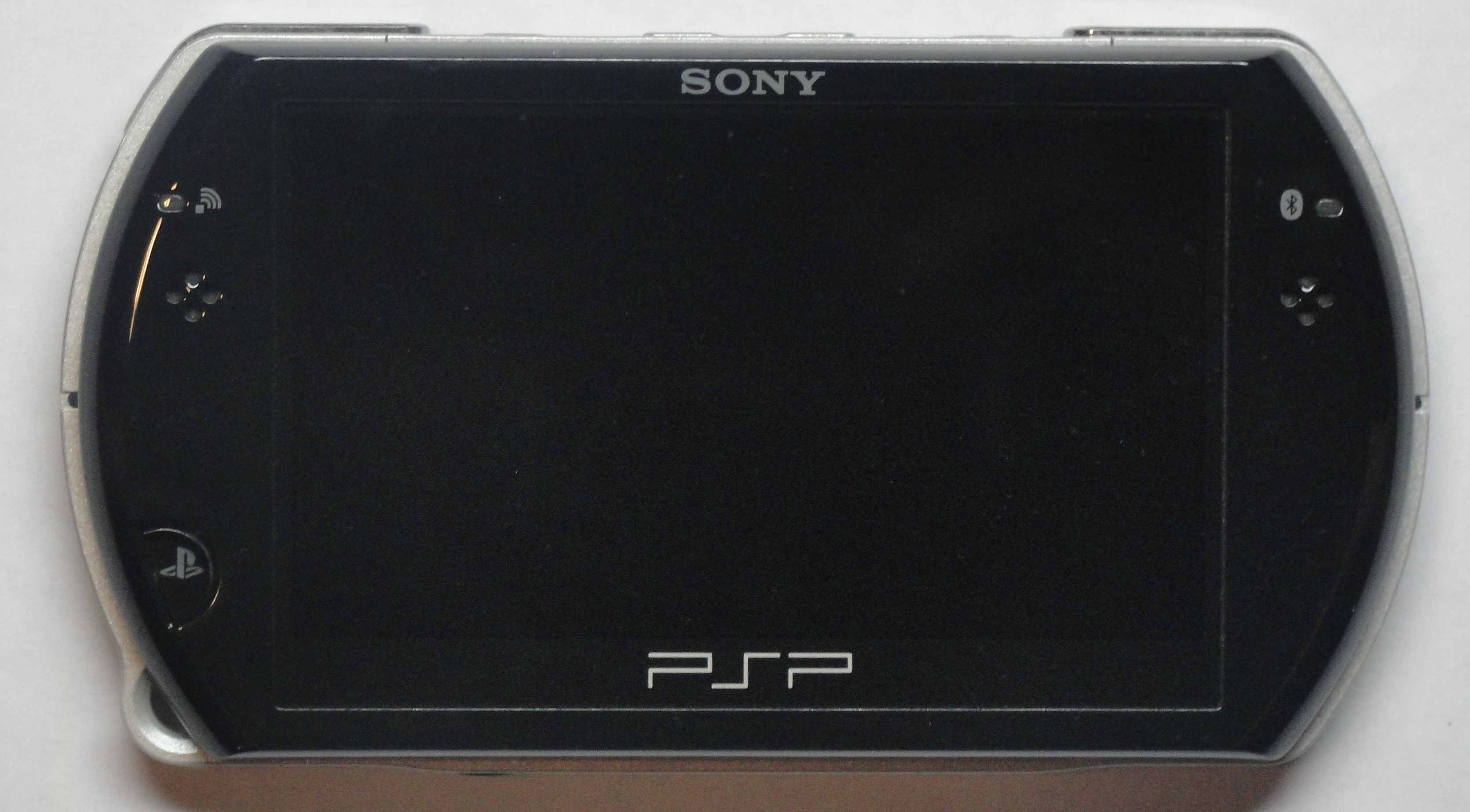
Face avant d'une PSP Go en position fermée.

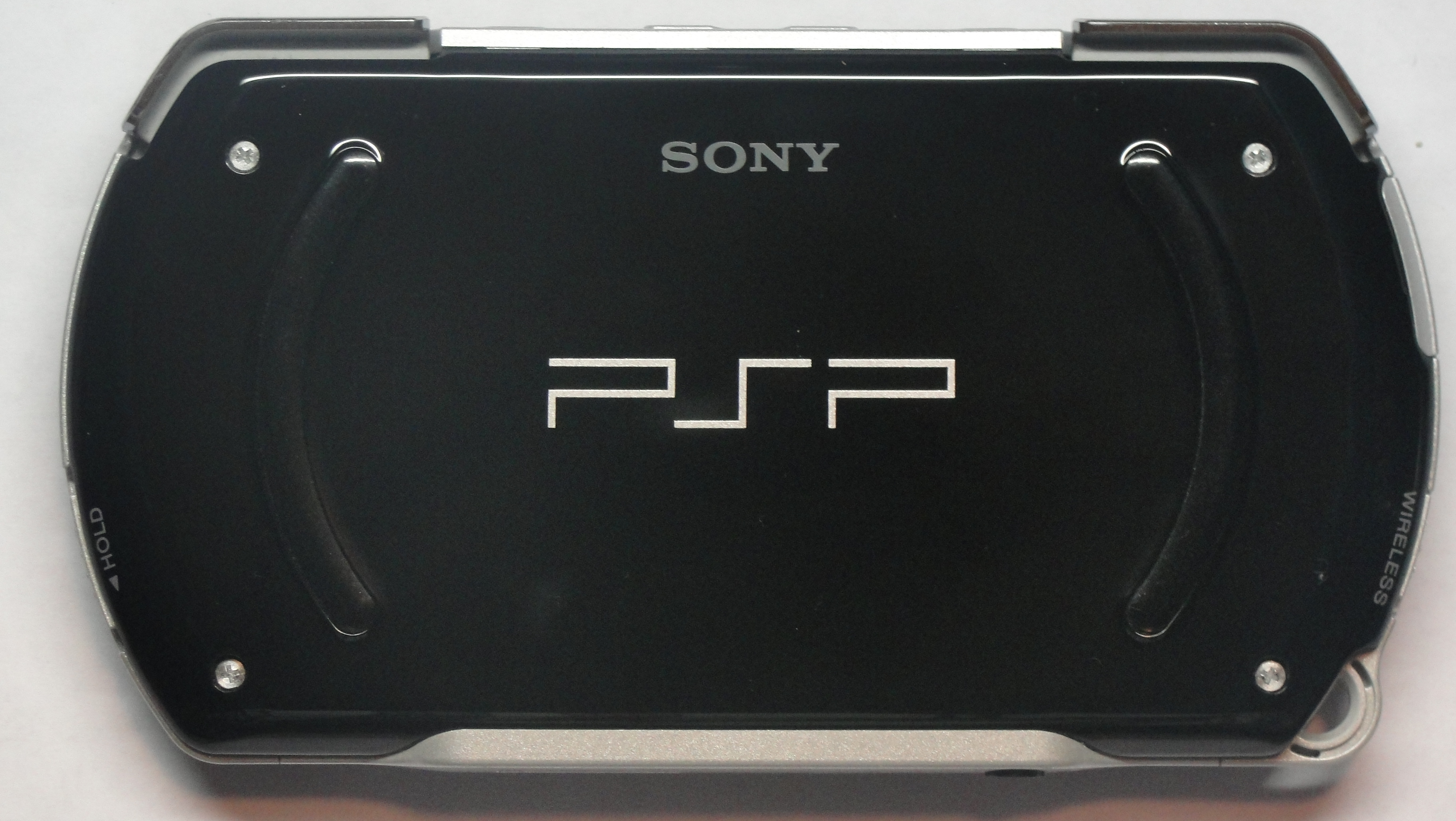
Face arrière d'une PSP Go en position fermée.

La dématérialisation des jeux a créé la colère de certains magasins de jeux vidéo ; l'enseigne néerlandaise Nedgame a ainsi décidé de boycotter la PSP Go, en invoquant son prix de vente trop élevé, une destruction du marché de l'occasion, l'impossibilité de prêter les jeux mais également le prix de ceux-ci, fixé par Sony,.
La réticence envers la PSP Go se ressent également chez les possesseurs des précédents modèles de PSP car Sony les contraint à réinvestir aussi bien dans les jeux que dans les accessoires. En effet, ils ne peuvent convertir que trois jeux UMD, tous les autres devenant inutilisables avec ce nouveau modèle. Le port USB propriétaire de ce dernier ne permet pas d'utiliser les accessoires des PSP classiques (Go!Explore, Go!Cam) et son port d'extension de la mémoire n'accepte plus les Memory Stick Duo utilisés par les anciennes PSP.

## Lancement
La machine s'écoule à 8000 exemplaires en 3 jours en France et à seulement 1000 exemplaires en une semaine en Australie
Après les fêtes de fin d'année 2009, la PSP Go ne séduit toujours pas plus. Elle occupe les dernières places des consoles vendues et les offres de Noël sont prolongées pour permettre à la PSP Go de séduire encore un peu de clientèle après une période des fêtes difficile.

## Marketing
Sony, dans le but d'améliorer les ventes de sa console, a lancé le 9 juin 2010 une offre incluant dix jeux. En effet, tout achat de la console permet à son acquéreur d'obtenir gratuitement 10 jeux préalablement choisis par Sony, si le client installait sur la console un thème spécial, propre au plan marketing de la firme japonaise.
Cependant, les ventes n'ont pas été assez intéressantes et l'offre a été prolongée jusqu'en juin 2011.
Les dix jeux sont les suivants :
- Assassin's Creed: Bloodlines
- Coupe du monde de la FIFA : Afrique du Sud 2010
- Grand Theft Auto: Vice City Stories
- Gran Turismo
- James Cameron's Avatar: The Game
- LittleBigPlanet
- MotorStorm: Arctic Edge
- Need for Speed: Shift
- Pursuit Force: Extreme Justice
- WipEout Pure

À noter que selon certains sites sur Internet, la PSP go permettrait à Sony de savoir si le lancement d'une PSP ou d'une console de salon, où les jeux seraient uniquement téléchargeable sur le PlayStation Network, était possible[réf. nécessaire]. À la suite du peu de succès qu'a rencontré la console, Sony a décidé de revenir à une association entre jeux physiques et jeux à télécharger sur le PSN selon le format du jeu, pour sa prochaine console portable.

## Numéros des modèles
- PSP N1000 - Japon
- PSP N1001 - États-Unis et Canada
- PSP N1002 - Australie
- PSP N1003 - Royaume-Uni
- PSP N1004 - Europe, Moyen-Orient, et Afrique
- PSP N1005 - Corée
- PSP N1006 - Hong Kong
- PSP N1007 - Taiwan
- PSP N1008 - Russie
- PSP N1009 - Chine
- PSP N1010 - Mexique